# Polygamia necessaria
Em botânica, segundo o sistema de Linné, Polygamia necessaria  é uma das cinco ordens de plantas pertencentes à classe Syngenesia.
As plantas desta ordem se caracterizam-se por apresentarem inflorescência arranjadas em capítulos, com as flores centrais hermafroditas, porém com ovários estéreis e os  estames soldados pelas anteras. As flores marginais são pistiladas.
Gêneros: Milleria, Silphium, Chrysogonum, Melampodium, Calendula, Arctotis, Osteospermum, Othonna, Polymnia, Eriocephalus, Filago, Micropus, Sphaeranthus